# Ayr Football Club
Ne doit pas être confondu avec Ayr United Football Club.
Maillots
Ayr Football Club est un ancien club de football écossais basé à Ayr, South Ayrshire, né en 1879 de la fusion d'Ayr Thistle F.C. (en) et d'Ayr Academicals F.C. (en) et dissous en 1910 à la suite de la fusion avec Ayr Parkhouse FC pour former Ayr United. Ils ont été membre de la Scottish Football League entre 1897 et 1910. 

## Histoire
Leur stade a été Springvale Park de 1879 à 1884, puis Beresford Park de 1884 à 1888, et enfin Somerset Park de 1888 à 1910 (stade qui sera celui d'Ayr United par la suite). De leur affiliation à la Scottish Football League en 1897 jusqu'à leur fusion en 1910, ils ont joué en Division 2. Leur meilleur résultat a été une troisième place, obtenue à trois occasions. Ils participèrent aussi à la saison inaugurale de la Glasgow and West of Scotland League en 1898-99, ainsi qu'à l'Inter County League et à la Scottish County League dont ils remportent le championnat en 1901-02.
Leur fusion avec Ayr Parkhouse FC, qui était aussi affilié à la Scottish Football League, est le premier exemple de fusion entre clubs de la ligue basés dans la même ville. Il faudra attendre 1994 et la fusion entre Inverness Thistle et Caledonian FC (en) pour former Inverness Caledonian Thistle, pour trouver un exemple similaire. Le but de cette fusion était de créer un club ayant les moyens de jouer en Division 1, ce qui arriva trois ans après.

## Palmarès
- Ayrshire Cup (en) : 1901, 1905 et 1906
- Scottish County League : 1901-02